# Decidu (endometri)

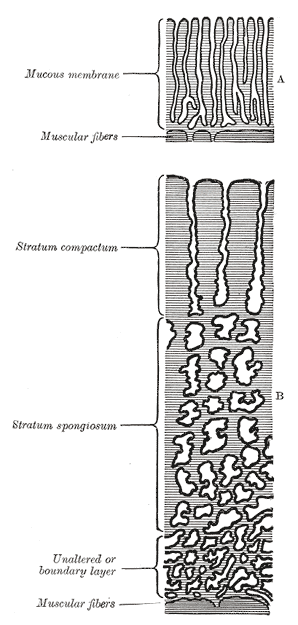
Seccions de la mucosa uterina:
- A. úter no gràvid.
- B. úter gràvid.

En obstetrícia s'usa el terme decidu o decídua per designar a la recoberta uterina (endometri) durant la gestació, la qual dona origen a la porció materna de la placenta.

## Etimologia
La paraula decidu prové del llatí «deciduus», que significa caiguda o vessament.

## Fisiologia
Poc després de l'ovulació en mamífers, la capa endometrial es transforma en una capa ricament glandular i secretora en preparació per a la implantació del blastocist. Sense la implantació, la recoberta secretora de l'úter es perd (en el cas dels humans amb el cicle menstrual) o és reabsorbida (en el cas d'animals amb el cicle estral).
Amb la implantació, aquesta porció externa de l'endometri, anomenada ara decidu, contínua evolucionant durant l'embaràs. El decidu es perd com a part del procés del part.

## Estructura
S'han descrit diferents capes del decidu:
- Una capa externa compacta anomenada stratum compactum.
- Una capa intermèdia, el stratum spongiosum.
- Una capa basal adjacent al miometri.

La porció del decidu que interacciona amb el trofoblast se'l coneix com a decidu veritable i la resta se l'anomena decidu parietal.

## Histologia
El decidu té una aparença histològica peculiar, amb cèl·lules que conformen el seu estroma de forma allargada i poligonal. Aquestes provenen del parènquima endometrial i per la seva aparença epitelial se'ls anomena epiteloides.

## Funció
El decidu és la interfície materna de l'embrió i participa en l'intercanvi de gasos, nutrients i productes de rebuig. També serveix com a barrera protectora en contra del contacte amb el sistema immunitari. El decidu dirigeix i permet una molt controlada invasió per part de la membrana més externa del trofoblast anomenada sincitiotrofoblast.
En alguns trastorns invasius de la placenta, com la placenta accreta, s'ha trobat consistentment una reacció decidual deficient.

## Producció hormonal
El decidu secreta hormones, factors de creixement i citocines. Té receptors per a la progesterona, l'estrogen i l'hormona del creixement, així com per a altres molècules de senyalització cel·lular.
Les hormones més comunes produïdes pel decidu i associades a altres òrgans són: cortisol, CRF, GnRH, prolactina, i la relaxina. La prolactina de la decídua no està sota el control dopaminérgic.